# Hear My Plea
Chansons représentant l'Albanie au Concours Eurovision de la chanson
Zjarr e ftohtë
(2006) Zemrën e lamë peng
(2008)
Hear My Plea (en français Écoute ma demande) est la chanson représentant l'Albanie au Concours Eurovision de la chanson 2007, à Helsinki, en Finlande. Elle est interprétée par Frederik Ndoci.

## Sélection
En 2006, Frederik Ndoci est annoncé comme l'un des candidats sélectionnés pour participer à la 45e édition du Festivali i Këngës, un concours visant à déterminer le participant albanais au Concours Eurovision de la chanson 2007. Conformément aux règles du concours, les paroles des chansons participantes doivent être en albanais. Ndoci présente la chanson Balada e Gurit, composée par Adrian Hila et écrite par Pandi Laço. Après des demi-finales l'avant-veille et la veille (Balada e Gurit est sélectionnée à l'issue de la première le 21 décembre, la grande finale a lieu le 23 décembre 2006. Balada e Gurit obtient le plus de points de la part d'un jury d'experts.
Dans le cadre de la participation du chanteur au concours Eurovision de la chanson, Balada e Gurit est remasterisé et traduit en anglais Hear My Plea.

## Eurovision
Hear My Plea est d'abord présentée lors de la demi-finale le jeudi 10 mai 2007. La chanson est la onzième de la soirée, suivant On Top of The World interprétée par Edsilia Rombley pour les Pays-Bas et précédant Drama Queen interprétée par DQ pour le Danemark.
Au cours de son interprétation de la chanson sur un fond bleu foncé, Ndoci est accompagné sur scène par une violoniste et quatre choristes (deux femmes et deux hommes), dont sa femme, Aida Ndoci.
La chanson obtient 49 points et finit dix-septième des vingt-huit participants. Seules les dix premières chansons sont qualifiées pour la finale.

### Points attribués à l'Albanie
| 12 points | 10 points                      | 8 points             | 7 points   | 6 points                  |
| --------- | ------------------------------ | -------------------- | ---------- | ------------------------- |
|           | - Macédoine                    | - Grèce              | - Suisse   | - Monténégro              |
| 5 points  | 4 points                       | 3 points             | 2 points   |                           |
|           | - Bosnie-Herzégovine - Turquie | - Autriche - Croatie | - Bulgarie | - Allemagne - Royaume-Uni |